# Batallón Vasco Español
Baskijsko-španjolski bataljun (Batallón Vasco Español) bila je španjolsko-baskijska desničarska paravojna skupina aktivna od 1975. do 1981. godine, prije svega u francuskom dijelu Baskije.
BVE su se služili nasiljem uglavnom protiv baskijskih separatističkih skupina.
S promjenom vlasti u Madridu, prelaskom iz ruku poslijefrankističkog Unije demokratskog centra (UCD) desnog centra u ruke stranke lijevog centra, Španjolske socijalističke radničke stranke (PSOE) godine 1982., BVE je nestao, ali je nastala slična skupina Grupos Antiterroristas de Liberación (GAL).